# Sterol-Δ14-Reduktase
Sterol-Δ14-Reduktase (auch: C14-Sterol-Reduktase, C14SR) heißen Enzyme in der Cholesterinbiosynthese. Die Enzyme katalysieren die Hydrierung von 4,4-Dimethyl-5α-cholesta-8,14,24-trien-3β-ol, wonach 14-Demethyllanosterin entsteht. Sie findet in den meisten Eukaryoten statt. Im Mensch gibt es zwei Enzyme mit Δ14-Sterol-Reduktase-Aktivität: TM7SF2 (Gen-Name: TM7SF2) ist in der Membran des endoplasmatischen Retikulums (ER) lokalisiert, während Lamin-B-Rezeptor (Gen-Name: LBR) an der Innenmembran des Zellkerns zu finden ist. Im Mensch wird TM7SF2 vor allem in Herz, Gehirn, Pankreas, Lunge, Leber, Muskeln, Nieren, Eierstöcken, Prostata und Hoden gebildet. LBR scheint außerdem an der Organisation des Chromatins und am Nukleusimport beteiligt zu sein.
C14SR ist redundant in der Cholesterinbiosynthese; Knockout-Mäuse ohne das TM7SF2-Gen zeigen normale Stoffwechselwerte. Im Gegensatz dazu können Mutationen im LBR-Gen seltene Erbkrankheiten wie die Pelger-Huët-Anomalie oder Greenberg-Dysplasie zur Folge haben.

## Katalysierte Reaktion
+ NADPH/H+ ⇔  + NADP+
4,4-Dimethyl-5α-cholesta-8,14,24-trien-3β-ol wird hydriert, es entsteht 14-Demethyllanosterin.